# Jay Rockefeller
Jay Rockefeller, punim imenom John Davison Rockefeller IV. (New York City, New York, 18. lipnja 1937.), američki političar koji je obnašao dužnost senatora Senata SAD-a iz Zapadne Virginije (1985. – 2015.), član poznate i utjecajne poduzetničke obitelji Rockefeller.
Sin je Johna D. Rockefellera III. († 1978.) i Blanchette F. Rockefeller († 1992.). Do 1966. godine bio je simpatizer Republikanske stranke, kao i većina članova obitelji, ali je prešao u Demokratsku stranku.
Dana 1. travnja 1967. oženio je Sharon Lee Percy, s kojom ima četvero djece:
- John Davison Rockefeller V. (* 1969.)
- Valerie Rockefeller (* 1971.)
- Charles Rockefeller
- Justin Aldrich Rockefeller (* 1979.)